# Tuheitia Paki
Tūheitia Pōtatau Te Wherowhero VII (Huntly, Nueva Zelanda, 21 de abril de 1955 - Hamilton, 30 de agosto de 2024), coronado como Rey Tūheitia, fue rey maorí en Nueva Zelanda, desde 2006 hasta su fallecimiento en 2024. Fue el hijo mayor de la anterior monarca maorí, Dame Te Atairangi Kaahu, y fue anunciado como su sucesor y coronado en el mismo día que su tangihanga (funeral), que tuvo lugar el 21 de agosto de 2006.

## Familia
Su padre fue Whatumoana Paki y su madre era Te Arikinui Dame Te Atairangi Kaahu. Estaba casado con Makau Ariki Te Atawhai y tuvo tres hijos: Dos varones, Whatumoana, Korotangi y una mujer, Ngā Wai Hono i te Pō (su sucesora). Tuheitia fue educado en la Rakaumanga School en Huntly (Nueva Zelanda), en la Southwell School en Hamilton (Nueva Zelanda), y en el St Stephen's College en Bombay Hills (Nueva Zelanda).
El 27 de noviembre de 2007, fue nombrado Oficial de la Orden de San Juan, de la que pasó a ser un caballero en 2010.

## Deberes y antecedentes
Antes de convertirse en rey, fue el Tainui (asesor cultural) de Te Wananga o Aotearoa en Huntly. Desde su ascenso al trono los deberes oficiales han sido:
- Asistir al funeral del rey Taufa'ahau Tupou IV de Tonga, septiembre de 2006.
- Asistir a la inauguración de la Pūkawa Marae en la costa del Lago Taupo, Aotearoa, los días 17-19 de noviembre de 2006.
- Asistir a la inauguración de "Mauri Ora", una exposición de artefactos maoríes del Te Papa en exposición en el Museo Nacional de Tokio en Tokio, Japón el 22 de enero de 2007.[5][6]
- Asistir al funeral de Malietoa Tanumafili II de Samoa, 19 de mayo de 2007.
- Asistir a la reapertura de la marae/salón de conmemoración de guerra en Ngaiotonga, Whangaruru, 2007.
- Asistir a un encuentro con el papa Francisco, 2019.
- Asistir a la instalación de Joinville Pomare como rey de Tahití, 19 de abril de 2023.
- Asistir a la coronación de los reyes Carlos III y Camila del Reino Unido.

## Amenazas de abdicación
En marzo de 2010, el rey maorí amenazó con renunciar a su título si miembros de la tribu no vuelvan a caer en la línea. Él hizo el anuncio después de que miembros del parlamento de la tribu, Te Kauhanganui, cuestionó el uso de fondos de la tribu y su elección de directores de la empresa. Su oficina negó que él mencionara la abdicación.